# Calvin Bricker
Calvin David Bricker (1884. november 3. – 1963. április 24.) olimpiai ezüst-, és bronzérmes kanadai atléta, távolugró.

## Pályafutása
1908-ban vett részt első alkalommal az olimpiai játékokon. Két versenyszámban, hármas-, és távolugrásban szerepelt. Előbbit negyedikként zárta, míg utóbbin harmadik, bronzérmes lett; mindössze egy centiméterrel maradt el a második helyezett Daniel Kelly-től.
Négy évvel később, a stockholmi játékokon is e két számban indult. Hármasugrásban csak tizennyolcadikként zárt, távolugrásban 7,21-es eredménnyel másodikként végzett az új olimpiai rekorddal győztes amerikai Albert Gutterson mögött.

## Egyéni legjobbjai
- Távolugrás- 7,22 m (1908)
- Hármasugrás - 14,10 m (1908)